# Cena Anny Politkovské
Cena Anny Politkovské byla založena na památku novinářky Anny Politkovské, jež byla 7. října 2006 zavražděna v Moskvě, aby bylo umlčeno její odvážné zpravodajství o druhé válce v Čečně.
Cenu každoročně uděluje organizace Reach All Women in War a oceňuje obhájkyně lidských práv z celého světa. Cena vyznamenává „obhájkyně lidských práv z oblastí konfliktů, které, stejně jako Anna, hájí oběti těchto konfliktů, často s velkým osobním rizikem.“

## Laureáti
- 2007: Natalja Estěmirovová
- 2008: Malalai Joya
- 2009: One Million Signatures Campaign for Equality
- 2010: Halíma Bašír
- 2011: Razan Zaitouneh
- 2012: Marie Colvin
- 2013: Malála Júsufzaj
- 2014: Vian Dakhil
- 2015: Kholoud Waleed
- 2016: Jineth Bedoya Lima a zvláštní cena k 10. výročí pro Valentinu Cherevatenko
- 2017: Gulalai Ismail a Gauri Lankesh[2]
- 2018: Svetlana Alexievich a Binalakshmi Nepram
- 2019: Alexandra Crawford
- 2020: Radhya Al-Mutawakel
- 2021: Fawzia Koofi
- 2022: Tatjana Sokolowa a Swetlana Alexejewna Gannuschkina
- 2023: Lucy Kassa